# 비치그로브 (테네시주 앤더슨군)
비치 그로브(Beech Grove)는 미국 테네시주 앤더슨 카운티에 소재한 농촌 촌락형 군현급 도시이다.